# リム (実包)
リムは、銃砲の薬莢の底部に設けられる張り出しである。

## 概要
リムにはいくつかの目的があるが、もっとも一般的な目的は、エキストラクターを噛み合わせる場所にするためである。薬莢の製造工程において、切削、鋳造、型締め、プレス、圧延といった手法のいずれかで作られる。

## 種類
現代の弾薬には、いろいろな種類のリムが用いられている。リムド、リムレス、セミリムド、リベイテッド、そして、ベルテッドである。
この分類は、リムのサイズと薬莢の基部との関係による分類である。

### リムド

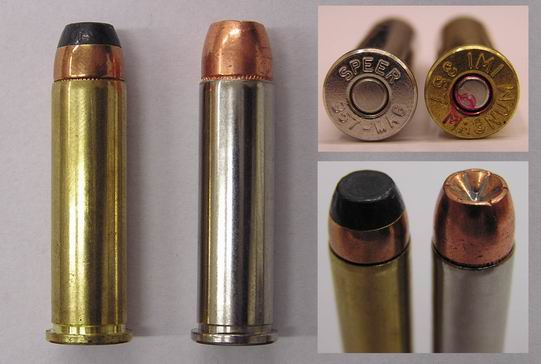
.357マグナムリボルバーのリムド弾薬

リムド弾薬はもっとも古い形式で、リムの直径が、カートリッジの基部よりもかなり大きい。
リムドカートリッジは、薬室の中でカートリッジが適切な深さ（これはヘッドスペースないし頭部間隙と呼ばれる）に保持されるようにするために用いられる。リムドカートリッジのヘッドスペースはリムの上端からになるので、薬莢の長さはリムレスカートリッジの場合よりも重要ではない。
リムドカートリッジを使ういくつかの火器の薬室は、（本来のカートリッジのほかに）よく似たリムドだがそれより短いカートリッジを、安全に装填して発射できるようになっている（ただし確保されるのは安全性のみで、射撃の性能は通常落ちる）。たとえば、.38スペシャル弾は、直径が同じでより長い.357マグナム弾を使用するリボルバーで使うことができる。
リムドカートリッジは、カートリッジを一定の位置に保持するのにリムの助けがいるリボルバーや、中折れ式の単発銃などに適している。
ボックスマガジンから給弾する際には、下から押されるときリムがつかえて弾薬前半部が浮きやすく確実な保持が難しい、前に押し出されるとき隣り合った弾薬のリムが引っ掛かりやすいなど、不安定となりやすい要素がある。
リムドカートリッジの中でも、リムファイア式の弾薬は、カートリッジを発火させるための点火薬が、リムに充填されている。
リムドの拳銃弾の例としては、.38スペシャル弾、.357マグナム弾、.44マグナム弾などがある。
リムドの小銃弾の例としては、.22ホーネット弾、.303ブリティッシュ弾、7.62x54mmR弾などがある。

### リムレス

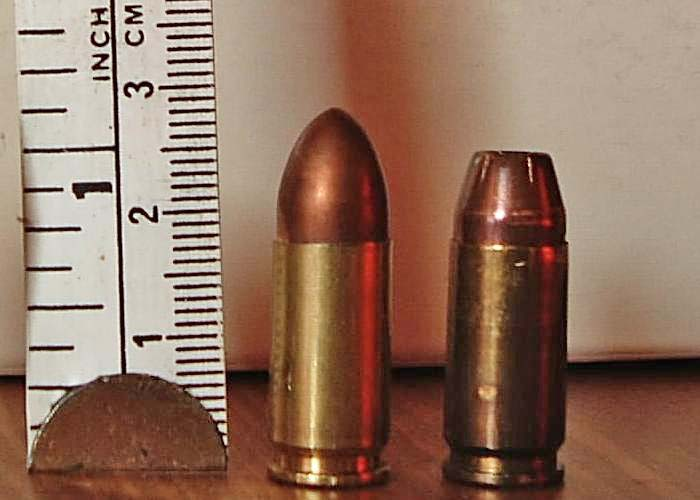
リムレス 9mm パラベラム拳銃弾

リムレスの薬莢では、リムは薬莢の基部と同じ直径であり、エクストラクター・グルーブとしても知られている。
リムが薬莢からはみ出していないので、ヘッドスペースは、ストレートな薬莢の場合は底部からケースの先端まで、ボトルネック薬莢の場合はショルダーまでになる。
エクストラクターグルーブは、（薬莢を）引き抜くためだけに使われる。
リムがはみ出していないので、リムレス弾薬は、ボックスマガジンからの給弾が非常にスムーズである。したがって、ボックスマガジンから給弾する火器に主に使われる。
リムレス薬莢は、中折れ式の銃やリボルバーには向かない。使うとすれば、スプリングロードのエクストラクターや、リボルバーではムーンクリップを使うように、適切な改造をする必要がある。
リムレスのストレートな薬莢は、マグナムリボルバーや中折れ式の単発銃で使うのに適していない。
薬莢の口までのヘッドスペースは、発射の強烈な反動に逆らって弾を保持するのが難しいからである。
リムレスの拳銃弾の例としては、9mmパラベラム、.40S&W、および、.45 ACPがある。
リムレスの小銃弾の例としては、.309ウィンチェスター、.223レミントン、そして、.30-06スプリングフィールドがある。

### セミリムド

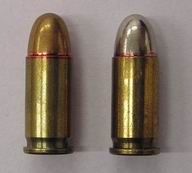
セミリムド .32 ACP 拳銃弾

セミリムドの薬莢は、リムが薬莢の基部からわずかに突き出しているが、リムド薬莢ほどではない。
小さなリムは、十分なヘッドスペースを確保できる一方で、ボックスマガジンからの給弾の妨げにはほとんどならない。
セミリムドの薬莢は、ほかのタイプに比べてあまり一般的ではない。
セミリムドの拳銃弾の例としては、.25 ACP、.32 ACP、.38 ACP、そして、.38 スーパーがある。
セミリムドの小銃弾の例としては、.308マーリンエクスプレスや.338マーリンエクスプレス、.444マーリン、そして6.5×50mmSRアリサカや6.5x51Rアリサカとして知られる三十年式実包・三八年式実包がある。

### リベイテッド

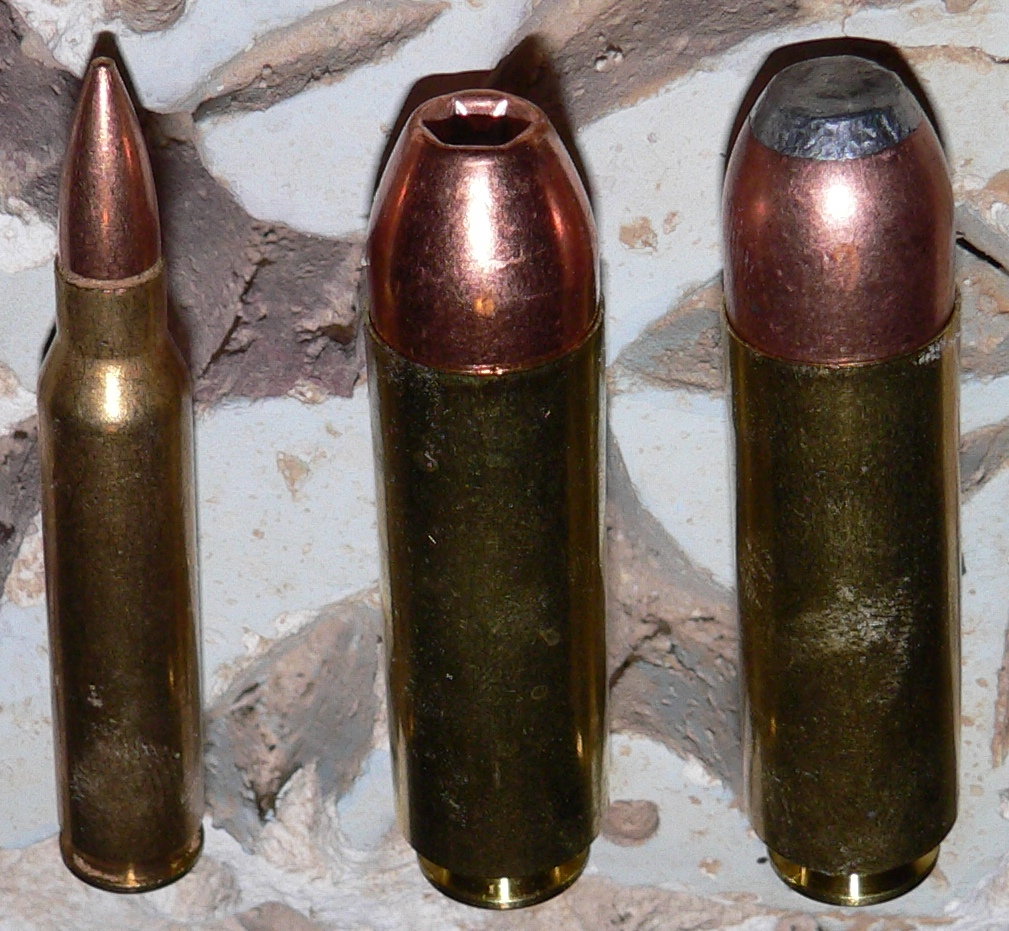
並んだリベイテッドリム .50 Beowulf弾と、比較用のリムレス 5.56x45mm NATO弾

リベイテッドリムの薬莢では、リムが薬莢の基部の直径よりかなり小さく、（薬莢を）引き出すためだけに使われる。
この機能はリムレス薬莢と同じだが、そのほかに、ほかの弾薬との互換性を考える上での利点も備えている。
この例として、デザートイーグルピストルでよく使われるリベイテッドリム弾薬である.50アクションエクスプレス(.50 AE)がある。
生産を簡単にし、所有コストを下げるために、.50AEは、デザートイーグルの最も一般的な口径である.44マグナムのリムの直径と、同じ直径のリベイテッドリムを持っている。
.44マグナムと同径のリムを持っているので、デザートイーグルは、銃身と弾倉を交換するだけで、.44マグナムから.50AEに変更できる。
ほかにも、短命におわったジェリコ941コンバーチブルピストルでつかわれた.41アクションエクスプレスがある。ジェリコ941は、同じ弾倉を使用し、銃身を交換するだけで口径を（9mmパラベラムに）変えることができる。
軍用の弾薬としては、第二次世界大戦期にイタリアで機関銃向けに開発された8x59mmブレダ弾が知られている。
最近（2000年代初頭）では、ウィンチェスター・ショートマグナム、
ウィンチェスター・スーパーショートマグナム、および、
小銃弾のレミントン・ウルトラマグナムとレミントン・ショートアクション・ウルトラマグナム・ファミリーは、リベイテッドリムを持っている。
これらは、既存のマグナムライフルのボルトフェイスに適合するように設計されているが、より多くの容量を得るために薬莢が太くなっている。
リベイテッドリムは、APIブローバック方式の弾薬の特徴でもある。
これら、ベッカー20mm機関砲から発展した自動砲（エリコン機関砲ファミリーが最も有名である）の兵器は、薬莢を収めるのに必要な長さより長いストレートな薬室を持っている。
これが意味するのは、エクストラクターの爪も含めて薬室の中に収まらなければならないということである。したがって、これら薬莢はリベイテッドリムを持っている。

### ベルテッド

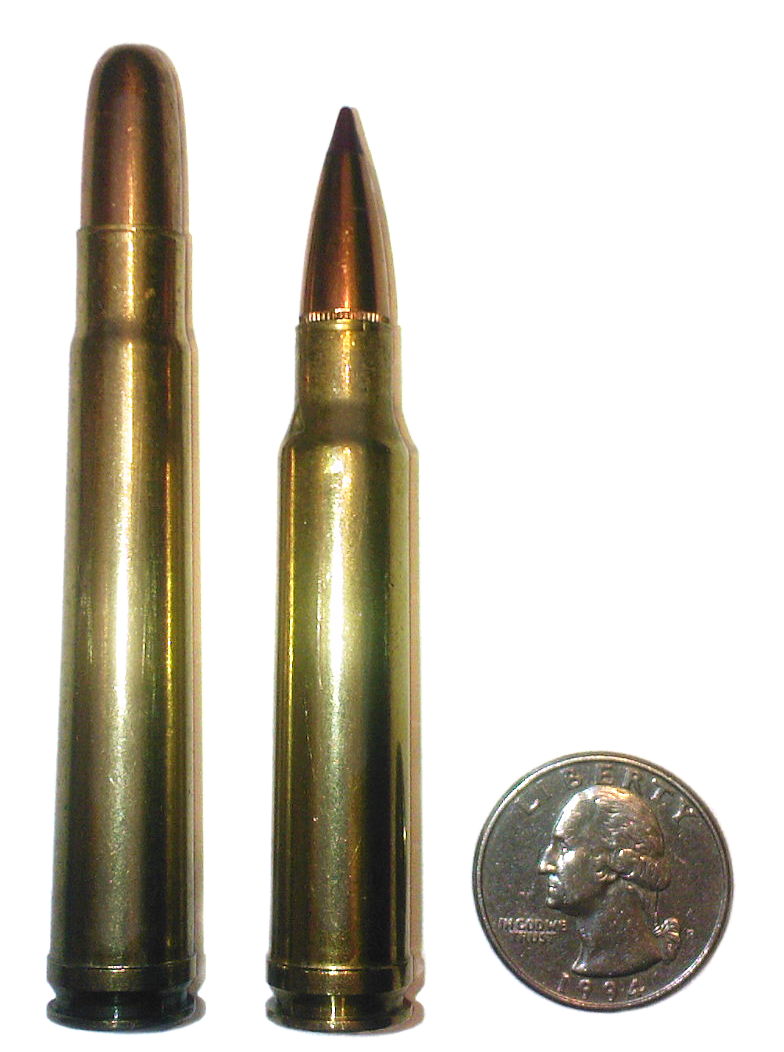
ベルテッド .375 H&H マグナム (左) .338 ウィンチェスターマグナム (右) と、比較用のU.S.25セント硬貨

ベルテッド薬莢（たびたびベルテッドマグナムとも呼ばれる）の「ベルト」の目的は、ヘッドスペースを提供することである。
エクストラクターグルーブはベルトに切られ、これはリムレスの場合は薬莢に切られるのと同様である。
ベルトは、本来はリムレスの薬莢の「リム」の役割をする。
この設計は、1910ごろのイギリスの.400-.375 Holland & Holland Magnum（.375 Velopexとしても知られる）にさかのぼる。
ベルトを追加することによって、カートリッジのショルダーが比較的小さくても、適切なヘッドスペースが得られる。
これらの古い英国のカートリッジの薬莢のショルダーが小さいのは、現代の無煙火薬ではなく、コルダイト火薬で発射するからである。
コルダイトはスパゲッティのような棒状に成形されているので、それを収納するために、カートリッジの薬莢は円筒形でなければならなかった。
このベルトは、.375Velopexから発展した、たとえば、1912年の.375 Holland & Holland Magnumのようなカートリッジに引き継がれ、
いくつかの場合には、高圧のマグナムカートリッジを、似たようなサイズの薬室に誤って装填するのを防ぐ役割もあった。
20世紀末のアメリカでは、このベルトは「マグナム」の代名詞となった。